# Ambasciatore del Regno Unito in Portogallo
L'Ambasciatore del Regno Unito in Portogallo è il primo rappresentante diplomatico Regno Unito in Portogallo e responsabile della missione diplomatica del Regno Unito in Portogallo. Il titolo ufficiale è l'ambasciatore di Sua Maestà Britannica in Portogallo.

## Lista degli ambasciatori

### Inviati del Regno Unito in Portogallo
- 1800–1802: John Hookham Frere[1]
- 1802–1806: Robert Stephen FitzGerald[1]
- 1806: James St Clair-Erskine, II conte di Rosslyn and John Jervis, I conte di St Vincent
- 1806–1808: Percy Smythe, VI visconte Strangford

### Inviato Straordinario e Ministro Plenipotenziario in Portogallo
- 1808–1810: John Villiers, III conte di Clarendon[2]
- 1810–1814: Charles Stuart, I barone Stuart de Rothesay
- 1814–1817: Thomas Sydenham
- 1817–1820: Sir Edward Thornton
- 1820–1823: Edward Ward
- 1823–1824: Sir Edward Thornton
- 1824–1827: Sir William à Court
- 1827–1832: Frederick Lamb, III visconte Melbourne
- 1832–1833: John Ponsonby, I visconte Ponsonby
- 1833–1846: Charles Ellis, VI barone Howard de Walden
- 1846–1851: George Seymour[3]
- 1855–1859: Henry Howard
- 1859–1866: Sir Arthur Charles Magenis
- 1866–1867: Sir Augustus Berkeley Paget
- Settembre–dicembre 1867: Edward Thornton
- 1867–1874: Sir Charles Murray
- 1874–1876: Robert Bulwer-Lytton
- 1876–1881: Robert Morier
- 1881–1884: Sir Charles Lennox Wyke
- 1884–1892: George Petre
- 1893–1902: Hugh MacDonell
- 1902–1905: Martin Gosselin
- 1905–1911: Francis Villiers
- 1911–1913: Arthur Hardinge

### Ambasciatori
- 1913–1928: Sir Lancelot Carnegie
- 1928–1929: Sir Colville Barclay[4]
- 1929–1931: Hon Sir Francis Lindley
- 1931–1935: Sir Claud Russell[4][5]
- 1935–1937: Sir Charles Wingfield
- 1937–1940: Sir Walford Selby
- 1940–1945: Sir Ronald Campbell
- 1945–1947: Sir Owen St. Clair O'Malley
- 1947–1955: Sir Nigel Ronald
- 1955–1961: Sir Charles Stirling
- 1961–1966: Sir Archibald Ross
- 1966–1970: Sir Anthony Lambert
- 1970–1974: Sir David Muirhead
- 1974–1976: Sir Nigel Trench
- 1976–1981: John Wilson, II barone Moran
- 1981–1986: Sir Hugh Campbell Byatt[6]
- 1986–1989: Sir Michael Simpson-Orlebar
- 1989–1993: Hugh James Arbuthnott
- 1993–1995: Sir Stephen Wall[7]
- 1995–1999: Roger Westbrook[4]
- 1999–2001: Sir John Holmes
- 2001–2004: Dame Glynne Evans
- 2004–2007: John Buck
- 2007–2011: Alexander Ellis
- 2011–2014: Jill Gallard
- 2014–oggi: Kirsty Hayes[8]